# NGC 2158
NGC 2158 est un amas ouvert, situé dans la constellation des Gémeaux. Il a été découvert par l'astronome germano-britannique William Herschel en 1784.
NGC 2158 est à environ 5 071 pc (∼16 500 al) du système solaire et les dernières estimations donnent un âge de 1,1 milliard d'années. La taille apparente de l'amas est de 5,0 minutes d'arc, ce qui, compte tenu de la distance, donne une taille réelle maximale d'environ 24,1 années-lumière. 
En raison de sa structure compacte, on a déjà pensé qu'il s'agissait d'un amas globulaire, mais l'âge de sa population stellaire confirme qu'il s'agit bien d'un amas ouvert.
Selon la classification des amas ouverts de Robert Trumpler, cet amas renferme plus de 100 étoiles (lettre r) dont la concentration est moyenne (II) et dont les magnitudes se répartissent sur un grand intervalle (le chiffre 3).

## Galerie

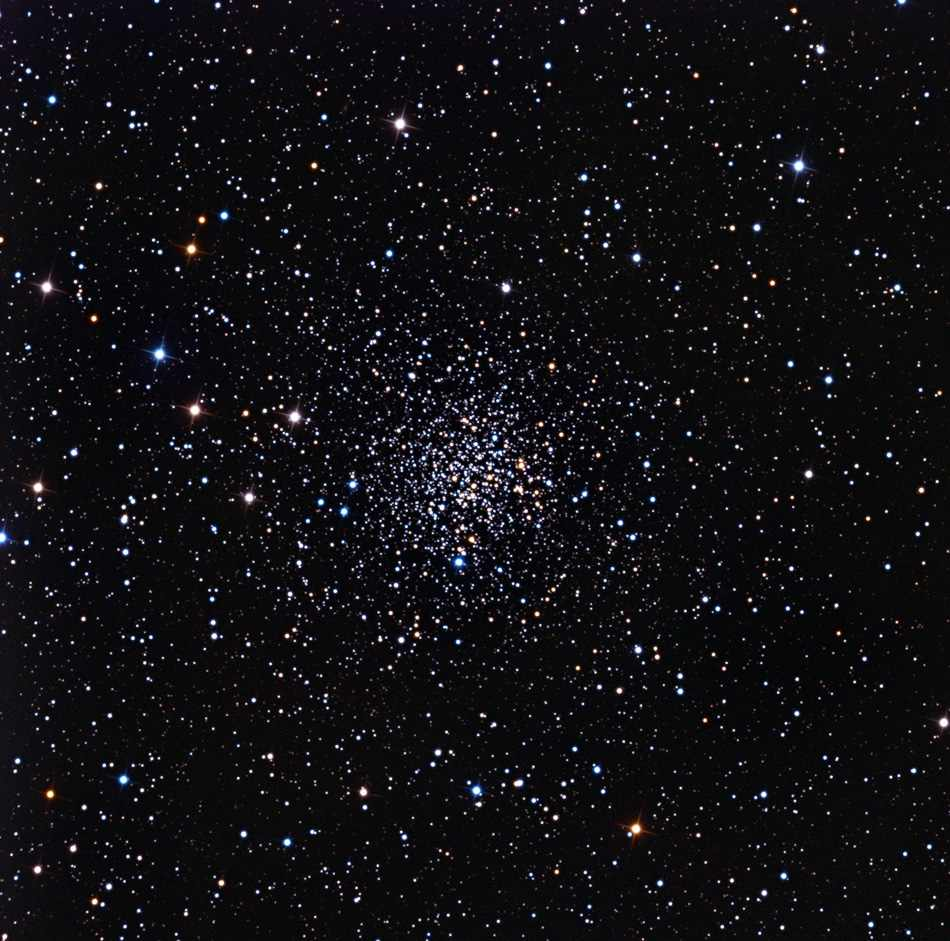
NGC 2158 par le télescope de 32 pouces de l'observatoire du mont Lemmon.
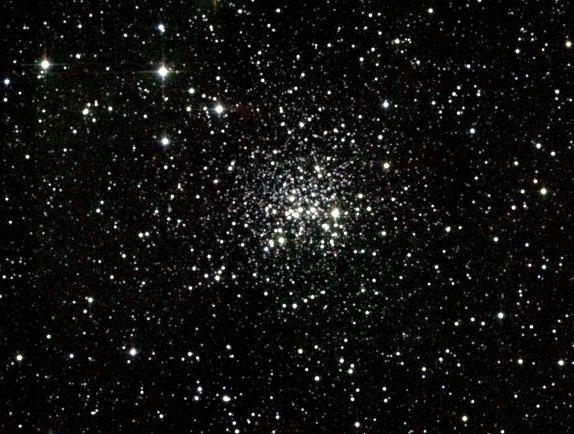
Image dans le domaine de l'infrarouge réalisée dans le cadre de l'étude 2MASS.